# Oddworld
Oddworld (dall'inglese odd world, traducibile "mondo strano") è una serie di videogiochi ideata dal team di sviluppo Oddworld Inhabitants, fondato nel 1994 da due veterani della computer grafica: Sherry McKenna e Lorne Lanning. Oddworld è un pianeta immaginario con una superficie terrestre dieci volte più ampia della Terra, ma nei giochi ne è descritta solo una piccola parte; il continente principale è Mudos, in cui si narrano le storie. Durante tutta la saga, Oddworld e i suoi abitanti dalla natura pacifica sono in pericolo di essere consumati da una sadica società industriale.
La saga sarebbe stata originariamente composta da una pentalogia di titoli che avrebbero rispettivamente introdotto un nuovo protagonista e nuove specie; oltre ai due capitoli principali, un gioco "bonus" e uno spin-off, la pentalogia originale non è mai stata portata a termine. Col rilancio della serie nel 2014 con Oddworld: New 'n' Tasty!, il progetto della pentalogia è stato riavviato, avendo stavolta come unico protagonista Abe. Tutti i giochi di Oddworld usciti finora hanno venduto più di 15 milioni di copie. Una caratteristica originale di Oddworld è il GameSpeak (Parlato), che permette al giocatore di comunicare con gli altri personaggi.

## Titoli

### Serie originale
- Oddworld: Abe's Oddysee. Primo gioco dell'originale pentalogia di Oddworld, distribuito per PlayStation e Windows nel 1997.
  - Oddworld Adventures. Versione portatile di Abe's Oddysee, commercializzato per Game Boy nel 1998.
- Oddworld: Abe's Exoddus. Il seguito bonus del primo gioco, pubblicato per PlayStation e Windows nel 1998.
  - Oddworld Adventures 2. Versione portatile di Abe's Exoddus, pubblicato per Game Boy Color nel 2000.
- Oddworld: Munch's Oddysee. Secondo gioco della pentalogia di Oddworld, commercializzato per Xbox nel 2001, per Game Boy Advance nel 2003, per PC nel 2010, per PlayStation 3 nel 2012, per PlayStation Vita nel 2014 e per Nintendo Switch nel 2020.
- Oddworld: Stranger's Wrath. Spin-off ambientato nello stesso universo narrativo. Distribuito per Xbox nel 2005, per PC nel 2010, per PlayStation 3 nel 2011, per PlayStation Vita nel 2012 e per iOS, Android, OUYA nel 2014 e per Nintendo Switch nel 2020.

### Nuova serie
La nuova serie, a differenza di quella originale che prevedeva un nuovo protagonista per ogni capitolo principale, si incentrerà solo sul personaggio di Abe e sulla storia della rivoluzione dei suoi fratelli mudokon.
- Oddworld: New 'n' Tasty!. Primo gioco della nuova pentalogia, remake di Oddworld: Abe's Oddysee e reboot della saga di Oddworld, pubblicato per PlayStation 4 nel 2014 e per PC nel 2015.
- Oddworld: Soulstorm. Secondo gioco, seguito di Oddworld: New 'n' Tasty e reimmaginazione totale di Oddworld: Abe's Exoddus, pubblicato nel 2021 per PlayStation 4, PlayStation 5, Xbox Series X/S, Xbox One e PC.

## Titoli non pubblicati
- Oddworld: SligStorm. Sarebbe il seguito della storia di uno Slig, nato in un mondo dove i mutanti sono stati uccisi. Il gioco venne scartato perché non ritenevano adatto avere uno Slig come protagonista di un gioco.
- Oddworld: Munch's Exoddus. Doveva essere il seguito basato su Munch's Oddysee.
- Oddworld: Squeek's Oddysee. Doveva essere il terzo gioco della pentalogia.
- Oddworld: Hand of Odd. Era un progetto su un RTS sul mondo di Oddworld.
- The Brutal Ballad of Fangus Klot. Un gioco molto maturo creato per conquistare un'altra tipologia di appassionati.

### Fangus
Nell'aprile del 2005 il magazine Game Informer aveva rivelato il nome del nuovo protagonista della saga di Oddworld, Fangus. Guardando le fotografie rilasciate dalla rivista americana, si vedeva un personaggio dallo sguardo demoniaco, brutale, in un continente di Oddworld completamente deturpato e dai colori spenti.
Al tempo il gioco non fu confermato, la rivista in questione aveva anche scritto un articolo dove si parlava della trama principale del gioco: Fangus è un guardiano ricercato che riesce a scappare dai propri predatori da un quartiere all'altro, ma un giorno giungono degli invasori alieni, allora Fangus è costretto per avere un'occasione di redimersi, ad assumere il ruolo di salvatore delle terre di Oddworld.
Nel frattempo la rabbia lo sta facendo lentamente impazzire, allora decide di affrettarsi a fermare i piani degli invasori prima che la sua ragione svanisca completamente. Il gioco era stato classificato per un pubblico maturo, era un titolo dalle tinte oscure, si era pensato a Majesco per la pubblicazione del gioco su Xbox.

## Trama
Abe, simpatico alieno, affetto da una grave sfortuna e poco spigliato nei movimenti, lavora come addetto alle pulizie per una fabbrica che produce snack, ricavati dalla carne di animali alieni come gli scrab e i paramiti. Con il passare del tempo queste razze di animali sono andate sempre più vicino all'orlo dell'estinzione, così i dirigenti dei Mattatoi Ernia prendono la folle decisione di macellare i mudokon, che rappresentano la totalità degli impiegati nel mattatoio; ma non è tutto, anche Abe è un mudokon e appena capisce la fine orribile che i dirigenti vogliono far fare ai suoi simili, incomincia la sua difficile fuga per salvare i suoi sventurati compagni e distruggere per sempre i Mattatoi Ernia.
Dal secondo capitolo della pentalogia originale (ma terzo gioco prodotto), Abe sarà accompagnato da Munch nelle sue avventure. Nel quarto gioco prodotto questi personaggi vengono temporaneamente abbandonati e viene introdotto il personaggio di Stranger.

## Specie di Oddworld

I Mudokon

Le specie native di Oddworld vivono in equilibrio e rispetto con la terra, le loro vite sono interamente basate sullo Spooce, una specie di valuta spirituale guadagnata grazie allo scambio energetico fra le creature. Sono creature intuitive e pratiche; i loro semplici bisogni e la loro onestà li rende una preda facile per la rapace razza industriale. Le popolazioni native di Oddworld preferiscono stare sotto un cielo aperto, con la terra sotto i loro piedi, le loro case sono le foreste, le montagne e le paludi di Oddworld, lontani dall'inquinamento e dallo squallore industriale. La tipica specie nativa di Oddworld è quella dei Mudokon.
Idioti, schiavi, sacerdoti e cibo tutto in uno, i Mudokon erano la specie dominante di Oddworld, prima che il Magog Cartel li schiavizzasse e li facesse lavorare nelle sue fabbriche. Ma molto lontano, nelle terre ancora selvagge, dei Mudokon ancora liberi seguono gli antichi precetti, parlando la loro lingua melodica e spostando le montagne con i loro poteri psichici.
I Tripedonti, invece, sono una razza molto socievole e gentile, e sono creature anfibie. I tripedonti sono molto stimati dai saddik per il valore medicinale dei loro polmoni e per le loro uova chiamate "tripodiale" (equivalenti al nostro caviale), che i Glukkon considerano una squisitezza.
I grandi tripedonti un tempo solcavano i mari di Oddworld, chiamandosi l'un l'altro, con il loro linguaggio musicale.
Munch è attualmente l'ultimo della sua specie (tripedonti).
Nemici dei Mudokon sono i Glukkon, rappresentanti maggiori della razza degli industriali. Gli industriali di Oddworld hanno una cultura votata alla guerra verso la terra od ogni cosa viva su di essa, sono un popolo ingordo che ama il consumo e crede ciecamente nella meccanizzazione di ogni cosa, la cosa a cui tengono di più sono i Moolah, la valuta nel continente Mudos di Oddworld, pur di racimolarne la maggior quantità non si fanno scrupolo di fare guerra fra di essi. Amano sfruttare ogni risorsa naturale del pianeta e schiavizzare i popoli più deboli come hanno fatto con Mudokon; si avvalgono di veicoli e armi avanzate tecnologicamente.
A queste grandi specie si aggiungono gli animali della fauna selvatica di Oddworld, i quali si trovano nella zona centrale; creature della natura, che desiderano solo mangiare o essere mangiate. Sono una dimostrazione della forza vitale di Oddworld, una volta creature prosperose nelle terre di Oddworld, ma adesso in via di estinzione per colpa della bramosità dei glukkon, sono delle creature aliene molto ambiziose, che minacciano il mondo per la loro presunzione. Le razze più importanti sono gli Scrab, Elum, Paramiti, Fleeches, Slurgs, Sferoidi e Rats.

## Personaggi
Abe è il personaggio principale di tutta la saga di Oddworld. È un Mudokon di 16 anni nato e cresciuto all'interno dei Mattatoi Ernia, dove è lavoratore schiavizzato fino alla sua fuga nel primo titolo della saga.

## Geografia di Oddworld
Ogni gioco nella serie ha avuto luogo nel continente di Mudos. È il più grande continente del mondo fantastico di Oddworld, e vi si possono trovare facilmente gli sferoidi e i Mudokon.

### Luoghi inOddworld: Abe's Oddysee
- Mattatoi Ernia - A detta di Abe, sono i più grandi stabilimenti di produzione di carne di Oddworld. Scrab, Paramiti, Meech (estinti) e ora Mudokon vengono macellati e trasformati in gustosi snack.
- Recinti - Qui risiedono Scrab e Paramiti prima di essere portati al macello e qui i Mudokon vengono fucilati.
- Linee Monsaic - Qui abitano saggi Mudokon, Abe dovrà affrontare una breve parte di questo luogo.
- Scrabania - Regione del continente Mudos, caratterizzata da un deserto pieno di cactus e rocce. A Scrabania vivono gli scrab, che combattono tra di loro per il possesso del territorio. Abe avrà bisogno di Elum per attraversare le alture desertiche che distinguono Scrabania da tutti gli altri luoghi, subito dopo i Mattatoi Ernia.
- Paramonia - Una delle poche ultime zone boscose di Mudos. Qui risiedono i paramiti.

### Luoghi inOddworld: Abe's Exoddus
- Miniere Necrum - Queste miniere sono state create per estrarre le ossa dei Mudokon sepolti nel Necrum, le ossa infine vengono portate dai treni allo Spaccaossa.
- Necrum (Necropoli dei Mudokon) - In questa foresta venivano sepolti i Mudokon morti, finché i Glukkon non cominciarono a profanare le tombe per estrarre le ossa, incatenando gli spiriti dei morti dentro delle enormi serrature.
- Tombe Mudanchee - Le Tombe Mudanchee erano abitate da temibili guerrieri Mudanchee che presero lo Scrab come loro simbolo, ora le ossa degli antenati sono protette dagli Scrab che veneravano.
- Tombe Mudomo - Le tombe Mudomo erano abitati da i pacifici Mudomo, che scelsero i Paramiti come simbolo. Ora i Paramiti stessi sono a guardia dei loro spiriti.
- Deposito Feeco - Il deposito Feeco è il principale punto di trasporto ferroviario del Cartello Magog.
- Caserma Slig - Qui gli Slig vengono addestrati e muniti di armi.
- Spaccaossa (Bonewerkz) - Allo Spaccaossa le ossa dei Mudokon vengono triturate per ricavarne la polvere necessaria alla produzione della Bibita "Tempesta d'Anime".
- Stabilimento Tempesta d'anime (Soulstorm Brew) - Questo enorme complesso crea la Bibita "Tempesta D'Anime" utilizzando inizialmente la polvere d'ossa dei Mudokon come ingrediente principale, ingrediente successivamente sostituito dalle lacrime dei Mudokon. Lo stabilimento è controllato dai perfidi Glukkons, nel pianeta Oddworld. Questi stavano letteralmente svuotando il Necrum, antico cimitero Mudokon, dalle ossa dei Mudokon morti.  La trama su cui si basa il videogioco, infatti, immagina che dopo la distruzione dei Mattatoi Ernia, alcuni spiriti dissero ad Abe di fermare i Glukkon. Così partì e, salvando tutti i Mudokon schiavi, distrusse lo stabilimento.

### Luoghi inOddworld: Munch's Oddysee
- Caverna del Grande Zibibbo
- Foresta dei Mental Arbusti
- Sloghuts (Capanne Slog)
- Magog Motors
- Splinterz
- Flub Fuels
- Laboratori Saddik

### Luoghi inOddworld Stranger's Wrath
- Gizzard Gulch (Forra del Ventriglio) - Questa è la prima città del gioco. Qui faremo conoscenza degli abitanti che ci vivono: i Clakkerz. In questa città dovremmo catturare Filthy Hands Floyd, Looten Duke e infine Boilz Booty. Sempre in questa città, ci sono 3 cancelli che ci permetteranno di raggiungere i fuorilegge da catturare: tra questi c'è il Dead Hen Pass (Valico della Gallina Morta), il Water Facility (Impianto Idrico) e, una volta terminate di catturare le taglie in questa città, si aprirà l'ultimo cancello per la città di Buzzarton. Questa è l'unicà città del gioco ad avere una "Prigione" e lo "Studio del dottore" (dopo aver catturato Looten Duke dovremmo passare per di lì) oltre al "Bounty Store" (Negozio di Taglie) e al "General Store" (Emporio). Proprio come suggerisce il nome, la città si trova su una "forra" (o gola), infatti la città si trova proprio sul letto del fiume Mongo, ormai prosciugato dopo la costruzione della diga di Sekto. La nominazione "Gizzard" (Ventriglio) è da attribuirsi forse per via della forma della gola, anche se non si sa nulla al riguardo.
- Buzzarton (Città della Poiana) - Questa è la seconda città del gioco. A differenza della prima, qui non ci sarà una prigione o lo studio del dottore. I fuorilegge che dovremmo catturare qui sono: Jo' Momma, Meagly McGraw e Packrat Palooka. Eugenius fa eccezione, in quanto la missione non richiede la sua cattura, ma il suo salvataggio. In questa città sono presenti la "Farm Beek's Opple Farm" (la Fattoria delle Melle del Fattore Beek), la Temple Valley (la Valle del Tempio), il Sewer Treatment (Impianto Fognario), il Junkyard (Rottamaio) e un cancello che ci permetterà di raggiungere la Mongo Valley (Valle Mongo), dove sta anche New Yolk City. Nella Beek's Oppe Farm si coltivano le "Opple", variante di "Apple" (Mele). Opple potrebbe essere tradotto come "Melle", anche se non esiste una versione ufficiale nella lingua italiana. Visiteremo questa fattoria 2 volte: la prima quando 2 Clakkerz ci chiederano di andare a prelevare i soldi del fattore, l'altra per catturare Meagly McGraw. Il clima a Buzzarton è continuamente imperverso da tempeste di sabbia, ciò nonostante, i Clakkerz sembrano viverci alla perfezione.
- New Yolk City (Pollonia) -  Questa è la penultima città dei Clakkerz che visiteremo. New Yolk City è una parodia di New York City, dove Yolk in italiano significherebbe "Tuorlo", scherzosamente sostituito per via dei suoi improbabili abitanti (appunto, i Clakkerz). Nella versione francese la città viene chiamata "Bancoq" (probabile parodia della capitale Thailandese Bangkok). In questa città i fuorilegge che dovremmo catturare sono: X'Plosive McGee, Lefty Lugnutz, Elboze Freely e Fatty McBoomBoom. Troveremo, oltre al negozio di taglie e all'emporio, anche il "Port Authority" (Autorità Portuale). Da qui potremmo aver accesso al "Mongo River" (Fiume Mongo). New Yolk City nasconde anche un "mercato nero" accessibile dopo aver completato la cattura di X'Plosive (però senza aver riscosso la taglia al negozio di taglie).
- Mongo River (Fiume Mongo) - Il Fiume Mongo si trova proprio vicino a New Yolk City, è possibile accedervi tramite l'autorità portuale dopo aver completato la cattura di X'Plosive e l'acquisto del lasciapassare. Il Fiume Mongo è una zona molto vasta, immersa in una lussureggiante foresta selvatica e circondata dalle alte montagne. Il fiume Mongo ospita un molo ed è presente anche un utile "Skycarter" (Carretto Volante) di proprietà di Skycarter Joe, che ci permetterà di raggiungere il nascondiglio di Fatty McBoomBoom. Oltre a questo, il Fiume Mongo di districa verso le "Mongo Wilds" (Regione Selvatiche di Mongo), dove è possibile trovare delle grotte e abitazioni diroccate. Prendendo un sentiero sulla destra una volta usciti dall'autorità portuale, possiamo dirigerci verso "l'antico cimitero dei Grubb", che è anche il nascondiglio di Lefty Lugntuz.
- Dusky Hollow (La Valle Oscura) - La valle oscura è l'ultima città dei Clakkerz che avremo modo di vedere. Qui lo Straniero viene scoperto della sua reale identità di Steef e deve fuggire dalla città per evitare di essere ucciso dai fuorilegge e anche dai Clakkerz. Questa è l'unica città del gioco in cui possiamo vedere dei "Clakkerz bambini".
- Wolvark Docks (Molo dei Wolvark) - Il molo dei Wolvark si trova a pochi metri dal villaggio dei Grubb. Lo Straniero dovrà farsi strada attraverso questo luogo per arrivare alla barca che li servirà per raggiungere la diga di Sekto.
- Last Legs (L'Ultima Speranza) - Last Legs è l'ultima città dei Grubb rimasta in piedi. La città ha un clima rigido dove nevica molto. In questa parte del gioco dobbiamo aiutare i Grubb ribelli a liberare la città dagli invasori Wolvark e ad azionare le catapulte per distruggere la barricata che blocca l'accesso alla diga di Sekto.
- Sekto Springs Dam (Diga Sorgiva di Sekto)- Questa è l'ultima locazione del gioco. Qui lo Straniero dovrà fronteggiare l'esercito di Sekto e anche i Gloktigi, i suoi "animali domestici". Arrivati ad un certo punto, i Grubb inizieranno a demolire la diga con l'ausilio delle catapulte, mentre lo Straniero dovrà occuparsi di Sekto personalmente. Alla fine, la diga crollerà è tutta l'acqua verrà rilasciata che ripristenerà la normale vita dei Grubb, ma allo stesso tempo sommergerà molte città dei Clakkerz.